# Boxoferrophilie

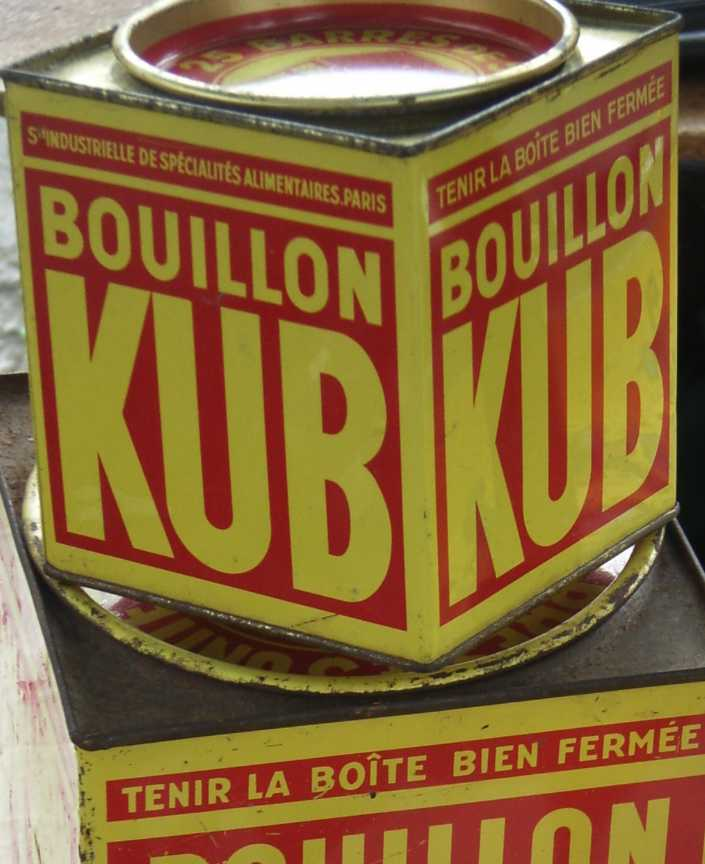
Boîtes KUB OR

La boxoferrophilie est le nom donné à la collection des boîtes en fer et en fer-blanc.
Les premières boîtes en fer sont apparues dès le début du XVIIIe siècle, et c'est l'industrialisation qui a vu se développer la commercialisation en grande quantité de boites en fer. Avant les emballages étaient en bois, en carton, en tissu...
Dès les années 1900 les emballages en fer vides étaient utilisés comme contenant pour tout autre produit selon le format. Par exemple la boite de biscuits vide était utilisée comme boite à sucre car le format correspondait exactement ; et la conservation était bien meilleure dans le fer que dans le carton. La boîte décorée était souvent une opération marketing pour le vendeur.
De 1950 à 1980 avec le développement des boîtes en plastique (voir Tupperware), les boîtes en fer désuètes passent de la cuisine au garage puis dans le marché de la brocante.

## Différents formats
- Boîte à gâteaux de format tin (24 cm×24×15) ou demi-tin (24 cm×24×7)
- Boîte à sucre
- Boîte carrée (boîte à thé)
- Boîte format bouteille (whisky)
- Boîte plus petite (de médicaments, de rustines, de lames...)
- Boîte à pilules
- Boîte ronde plate (cirage) ou haute (pâte alimentaire)
- Série de boîtes gigognes : il s'agit d'une série de boîtes de forme identique mais de format dégressif. La série complète comprend de 4 à 9 boites, du sel (environ 4 cm) jusqu'à la farine (environ 22 cm). Ces boîtes existent dans d'autres matériaux (porcelaine, ou métal martelé par exemple). Les autres ingrédients sont variés. On peut trouver principalement : sucre, café, tapioca, thé, sel, pâtes, chicorée, épices, ou poivre.
- Boîtes plus rare: avec anse, de forme panier, orthogonale, tirelire, forme de bateau, de train, de maison...

## Fabrication
La fabrication des boîtes métalliques fait appel principalement à l'emboutissage et au sertissage de feuilles de fer blanc. Les différentes pièces sont découpées à la forme et au format, pliées et serties. Le décor est réalisé en général en début de chaine par sérigraphie. Voir beaucoup d'informations sur boite de conserve (article de qualité). 

## Quelques marques
- bouillon Kub de Maggi, Oxo
- chocolat Banania, Menier, Phoscao, Suchard, Poulain, Droste
- café Negresco, Mondial
- thé Lipton
- bonbons Vichy, Horner, Sucre des Vosges, Kréma
- biscuits Lu, St-Michel, Lustucru, La Basquaise, Delacre, Fabis, Alsa
- cirage L'Eclair (1935), Kiwi, Lakéone, Lion Noir
- médicaments Formocarbine
- et bien d'autres: les rustines Michelin, segments Berliet, crème de marron Clément Faugier, cachou Tissot, pastille Kalmine, chicorée Leroux ou Ricoré, anis Un Junod, biscottes Delft, blédine Jacquemaire

## Anecdote
Dans le film culte Les Tontons flingueurs de Georges Lautner en 1963, le héros prend une boîte en fer sous l'évier et déballe un revolver. Cette boîte est une tine de La Basquaise. Il faudra attendre les années 1970-1980 pour que l'affichage des marques dans le cinéma ou à la télévision devienne volontaire et générateur de contrats parfois énormes au point de peser sur le scénario.

## Collectionneurs célèbres
- Yvette Dardenne, propriétaire de la plus grande collection au monde (60 000 boîtes).

## Musées
- Musée de la boîte en fer blanc, Place du Centre, 47600 Francescas, France.
- Musée de la Boîte en fer-blanc lithographiée (nl), Grand-Hallet près de Hannut, Belgique.